# Aix-en-Othe
Aix-en-Othe és un municipi francès situat al departament de l'Aube i a la regió del Gran Est. L'any 2007 tenia 2.379 habitants.

## Demografia

### Població
El 2007 la població de fet d'Aix-en-Othe era de 2.379 persones. Hi havia 1.016 famílies de les quals 336 eren unipersonals (148 homes vivint sols i 188 dones vivint soles), 364 parelles sense fills, 232 parelles amb fills i 84 famílies monoparentals amb fills.
La població ha evolucionat segons el següent gràfic:
Habitants censats

### Habitatges
El 2007 hi havia 1.282 habitatges, 1.037 eren l'habitatge principal de la família, 178 eren segones residències i 67 estaven desocupats. 1.065 eren cases i 213 eren apartaments. Dels 1.037 habitatges principals, 647 estaven ocupats pels seus propietaris, 362 estaven llogats i ocupats pels llogaters i 28 estaven cedits a títol gratuït; 11 tenien una cambra, 69 en tenien dues, 263 en tenien tres, 333 en tenien quatre i 361 en tenien cinc o més. 712 habitatges disposaven pel capbaix d'una plaça de pàrquing. A 527 habitatges hi havia un automòbil i a 329 n'hi havia dos o més.

### Piràmide de població
La piràmide de població per edats i sexe el 2009 era:
| Homes | Edats   | Dones |
| ----- | ------- | ----- |
| 0     | 95 o +  | 8     |
| 4     | 90 a 94 | 24    |
| 40    | 85 a 89 | 44    |
| 28    | 80 a 84 | 28    |
| 32    | 75 a 79 | 88    |
| 76    | 70 a 74 | 60    |
| 84    | 65 a 69 | 88    |
| 48    | 60 a 64 | 68    |
| 40    | 55 a 59 | 28    |
| 68    | 50 a 54 | 72    |
| 68    | 45 a 49 | 56    |
| 64    | 40 a 44 | 76    |
| 104   | 35 a 39 | 100   |
| 40    | 30 a 34 | 52    |
| 60    | 25 a 29 | 48    |
| 64    | 20 a 24 | 36    |
| 68    | 15 a 19 | 76    |
| 84    | 10 a 14 | 56    |
| 72    | 5 a 9   | 60    |
| 24    | 0 a 4   | 44    |

## Economia
El 2007 la població en edat de treballar era de 1.369 persones, 955 eren actives i 414 eren inactives. De les 955 persones actives 857 estaven ocupades (454 homes i 403 dones) i 98 estaven aturades (39 homes i 59 dones). De les 414 persones inactives 184 estaven jubilades, 97 estaven estudiant i 133 estaven classificades com a «altres inactius».

### Ingressos
El 2009 a Aix-en-Othe hi havia 1.069 unitats fiscals que integraven 2.415,5 persones, la mediana anual d'ingressos fiscals per persona era de 15.602 €.

### Activitats econòmiques
Dels 119 establiments que hi havia el 2007, 4 eren d'empreses alimentàries, 9 d'empreses de fabricació d'altres productes industrials, 15 d'empreses de construcció, 22 d'empreses de comerç i reparació d'automòbils, 5 d'empreses de transport, 6 d'empreses d'hostatgeria i restauració, 2 d'empreses d'informació i comunicació, 9 d'empreses financeres, 3 d'empreses immobiliàries, 12 d'empreses de serveis, 23 d'entitats de l'administració pública i 9 d'empreses classificades com a «altres activitats de serveis».
Dels 38 establiments de servei als particulars que hi havia el 2009, 1 era una oficina d'administració d'Hisenda pública, 1 gendarmeria, 1 oficina de correu, 3 oficines bancàries, 2 funeràries, 3 tallers de reparació d'automòbils i de material agrícola, 1 autoescola, 3 paletes, 2 guixaires pintors, 2 fusteries, 6 lampisteries, 1 electricista, 4 perruqueries, 1 veterinari, 4 restaurants, 2 agències immobiliàries i 1 tintoreria.
Dels 13 establiments comercials que hi havia el 2009, 2 eren supermercats, 2 grans superfícies de material de bricolatge, 1 una gran superfície de material de bricolatge, 2 fleques, 1 una fleca, 2 llibreries, 2 botigues d'electrodomèstics i 1 una joieria.
L'any 2000 a Aix-en-Othe hi havia 21 explotacions agrícoles que ocupaven un total de 2.085 hectàrees.

## Equipaments sanitaris i escolars
El 2009 hi havia 1 centre de salut, 1 farmàcia i 1 ambulància.
El 2009 hi havia 1 escola maternal i 1 escola elemental. Aix-en-Othe disposava d'un col·legi d'educació secundària amb 472 alumnes.

## Poblacions més properes
El següent diagrama mostra les poblacions més properes.